# Vaterpolo na OI 1920.
Na Olimpijskim igrama u Antwerpenu/Anversu, konačna tablica na vaterpolskom turniru je bila sljedeća:
| Medalja | Reprezentacija         | Sastav |
| zlato   | Ujedinjeno Kraljevstvo | Charles Sydney Smith, Paulo Radmilovic, Charles Bugbee, Noel Purcell, Christopher Jones, William Peacock, William Dean                        |
| srebro  | Belgija                | Albert Durant, Gérard Blitz, Maurice Blitz, Joseph Pletincx, Paul Gailly, Pierre Nijs, René Bauwens, Pierre Dewin                             |
| bronza  | Švedska                | Harald Julin, Robert Andersson, Vilhelm Andersson, Erik Bergqvist, Max Gumpel, Pontus Hansson, Erik Andersson, Nils Backlund, Theodor Naumann |